# SM-sarja
La SM-sarja est le nom du championnat de hockey sur glace de Finlande entre 1927 et 1975. Le nom du championnat est le diminutif du nom finnois Suomenmestaruus-sarja, « sarja » voulant dire « série » et « Suomenmestaruus » signifie « championnat Finlandais ».
En 1975, le format des saisons changent avec la mise en place d'une deuxième phase de playoffs et la SM-sarja est remplacée par la SM-liiga.

## Historique
Entre 1927 et 1933, la série se joue sous forme d'éliminatoires avec des tours successifs pour désigner le champion de Finlande. Six clubs participent au premier tournoi : TaPa Tampere, Helsingin Palloseura (souvent abrégé par le sigle HPS), Viipurin Reipas, Helsingin Jalkapalloklubi (HJK), KIF Helsinki (KIF) et Helsingfors Idrottsförening Kamraterna i Helsingfors (HIFK). Le Viipurin Reipas est le premier champion de Finlande.

## Équipes participantes
- Hämeenlinnan Tarmo
- Tammerfors Bollklubb

## Champions par année
| Année | Première place  | Deuxième place | Troisième place | Meilleur pointeur         |
| ----- | --------------- | -------------- | --------------- | ------------------------- |
| 1928  | Viipurin Reipas | KIF            |                 |                           |
| 1929  | HJK             | HPS            |                 |                           |
| 1930  | Saison annulée  | Saison annulée | Saison annulée  | Saison annulée            |
| 1931  | TaPa            | HJK            |                 |                           |
| 1932  | HJK             | HPS            |                 |                           |
| 1933  | HSK             | HJK            |                 |                           |
| 1934  | HSK             | HPS            | Ilves           | Jaakko Tiitola (Ilves)    |
| 1935  | HJK             | Ilves          | HSK             | Jussi Tiitola (Ilves)     |
| 1936  | Ilves           | KIF            | HJK             | Jussi Tiitola (Ilves)     |
| 1937  | Ilves           | KIF            | HJK             | Jussi Tiitola (Ilves)     |
| 1938  | Ilves           | HJK            | KIF             | Matti Wasama (Ilves)      |
| 1939  | KIF             | HJK            | Ilves           | Holger Granström (KIF)    |
| 1940  | Saison annulée  | Saison annulée | Saison annulée  | Saison annulée            |
| 1941  | KIF             | HJK            | Ilves           | Holger Granström (KIF)    |
| 1942  | Saison annulée  | Saison annulée | Saison annulée  | Saison annulée            |
| 1943  | KIF             | TPS            | Ilves           | Anton Honka (TPS)         |
| 1944  | Saison annulée  | Saison annulée | Saison annulée  | Saison annulée            |
| 1945  | Ilves           | Tarmo          | KIF             | Keijo Kuusela (Tarmo)     |
| 1946  | Ilves           | Tarmo          | TBK             | Aarne Honkavaara (Ilves)  |
| 1947  | Ilves           | Tarmo          | TBK             | Keijo Kuusela (Tarmo)     |
| 1948  | Tarmo           | Ilves          | TBK             | Aarne Honkavaara (Ilves)  |
| 1949  | Tarmo           | Ilves          | TuPK            | Keijo Kuusela (Tarmo)     |
| 1950  | Ilves           | Tarmo          | TBK             | Aarne Honkavaara (Ilves)  |
| 1951  | Ilves           | Tarmo          | TBK             | Aarne Honkavaara (Ilves)  |
| 1952  | Ilves           | HPK            | Tarmo           | Matti Karumaa (Tarmo)     |
| 1953  | TBK             | Tarmo          | TPS             | Matti Karumaa (Tarmo)     |
| 1954  | TBK             | K-Kissat       | HPK             | Yrjö Hakala (Tarmo)       |
| 1955  | TBK             | TPS            | HIFK            | Esko Rekomaa (HIFK)       |
| 1956  | TPS             | Tarmo          | Tappara         | Keijo Kuusela (Tarmo)     |
| 1957  | Ilves           | TPS            | Tappara         | Jorma Salmi (Ilves)       |
| 1958  | Ilves           | Tappara        | Tarmo           | Jorma Salmi (Ilves)       |
| 1959  | Tappara         | TK-V           | HIFK            | Jorma Salmi (Ilves)       |
| 1960  | Ilves           | Tappara        | TK-V            | Raimo Kilpiö (Ilves)      |
| 1961  | Tappara         | Lukko          | TK-V            | Timo Ahlqvist (Tappara)   |
| 1962  | Ilves           | TK-V           | Tappara         | Erkki Suokko (TK-V)       |
| 1963  | Lukko           | Tappara        | Ilves           | Heino Pulli (TK-V)        |
| 1964  | Tappara         | TK-V           | Ilves           | Seppo Nikkilä (TK-V)      |
| 1965  | Karhut          | Ilves          | Lukko           | Gerald Sullivan (HIFK)    |
| 1966  | Ilves           | Lukko          | SaiPa           | Jorma Peltonen (Ilves)    |
| 1967  | RU-38           | TPS            | Ilves           | Matti Keinonen (RU-38)    |
| 1968  | Koo-Vee         | Ilves          | TuTo            | Jorma Peltonen (Ilves)    |
| 1969  | HIFK            | Ilves          | Lukko           | Jorma Peltonen (Ilves)    |
| 1970  | HIFK            | Ilves          | TuTo            | Jorma Peltonen (Ilves)    |
| 1971  | Ässät           | Jokerit        | HIFK            | Veli-Pekka Ketola (Ässät) |
| 1972  | Ilves           | HJK            | HIFK            | Jorma Peltonen (Ilves)    |
| 1973  | Jokerit         | HIFK           | Tappara         | Timo Turunen (Jokerit)    |
| 1974  | HIFK            | Tappara        | Ilves           | Timo Sutinen (Jokerit)    |
| 1975  | Tappara         | HIFK           | Ilves           | Timo Sutinen (Jokerit)    |